# Мохан, Нил
Нил Мохан (англ. Neil Mochan; 6 апреля 1927, Carron — 28 августа 1994, Фолкерк, Центральный регион) — шотландский футболист и футбольный тренер, играл на позиции центрального защитника. Участник чемпионата мира 1954 года.

## Биография

### Клубная карьера
В возрасте 17 лет Мохан начал карьеру в клубе «Гринок Мортон», в котором со временем стал основным игроком. Он играл за эту команду в течение семи сезонов и отличался хорошей результативностью, чем привлёк внимание английского клуба «Мидлсбро». 8 мая 1951 года он перешёл в «Мидлсбро»: сумма трансфера составила 14 000 фунтов стерлингов.
После двух сезонов за «Мидлсбро» в мае 1953 года перешёл в «Селтик». За «кельтов» Мохан играл в течение семи сезонов, сыграв во всех турнирах 268 матчей и забил 111 голов. Вместе с «Селтиком» он выиграл чемпионский титул и Кубок Шотландии в 1954 году, а также 2 Кубка шотландской лиги.
17 ноября 1960 года Мохан перешёл в «Данди Юнайтед», за который играл в течение трёх сезонов. Последним клубом в карьере для Мохана стал «Рэйт Роверс», в котором в 1964 году он завершил карьеру.

### Карьера в сборной
В составе сборной Шотландии принимал участие на чемпионате мира 1954 года, где сыграл в двух матчах группового этапа со сборными Австрии (0:1) и Уругвая (0:7). Всего за сборную Шотландии сыграл 3 матча и не забил ни одного гола.

### Тренерская карьера
С 1964 по 1991 год был ассистентом главного тренера «Селтика». За эти годы «кельты» стали одной из успешных шотландских команд, завоевав ряд трофеев как на национальном, так и на международном уровнях. Главным еврокубковым успехом «Селтика» стала победа в финале Кубка европейских чемпионов 1967 года, в котором был обыгран миланский «Интер» со счётом 2:1. После выхода на пенсию продолжал работать в клубе.

### Смерть
Скончался 28 августа 1994 года в возрасте 67 лет в больнице города Фолкерк. Причиной смерти стала лейкемия, с которой он боролся в последние месяцы своей жизни.

## Достижения
«Селтик»
- Чемпион Шотландии (1): 1953/54
- Обладатель Кубка Шотландии (1): 1953/54
- Обладатель Кубка шотландской лиги (2): 1956/57, 1957/58